# 미코얀-구레비치 MiG-19
미코얀-구레비치 MiG-19는 구 소련의 주력전투기로 빠른 속도와 가벼운 기체 제작 기술이 압축된 전투기다. MiG-19는 전 세계적으로 2,000여 대가 생산된 것으로 추정된다. 미그19 전투기에서 업그레이드 된 기종이 중화인민공화국이 개발한 선양 J-6전투기다.

## 북한
1983년 2월 25일, "자유를 맛보고 싶다"며 북한의 주력 전투기인 미그19(MIG-19)를 몰고 귀순한 사람은 이웅평 대위(29세)였다. 당시 이웅평 대위는 평남 기천 비행장에서 이륙해 연평도를 지나며 북한군 소속 전투기들의 추격을 피해 남한 땅을 밟았다. 이웅평 대위는 북한에서의 계급을 인정받아 대한민국 공군 소령으로 재입대했으며 '미그-19'의 군사학적 가치를 인정받아 보상금을 수령했다. 약 15억 6천만원의 정착 지원금을 받았다. 2019년 가치로 수백억원 정도에 해당한다. 당시 북한군 전투기들이 이웅평 대위를 추격했으나 이웅평 대위는 초고속 저공비행으로 전투기들을 따돌리고 귀순했다.
로켓 사격 훈련을 위해 10시 30분 평안남도 개천 비행장을 이륙한 미그19 전투기는 갑자기 편대를 이탈하여 남쪽 방향으로 기수를 돌렸다. 행로를 이탈한 미그기는 레이다망을 피하기 위해 고도 50~100m를 유지하면서 시속 920km의 전속력으로 남하, 10시 45분 황해남도 해주시 상공을 지나 연평도 상공의 서해 북방한계선을 넘었다. 미그 19 전투기가 남한영역에 들어오자 놀란 민방위 관계자는 그날 오전 10시 58분경에 "여기는 민방위본부입니다. 지금 서울, 인천, 경기도 지역에 공습 경계경보를 발령합니다. 국민 여러분 이것은 실제 상황입니다. 북한기들이 인천을 폭격하고 있습니다."라는 경보 방송을 울렸고, 일선 군부대에서도 무장을 갖추는 소동이 있었다. 당시 팀스피리트 훈련을 하고 있던 대한민국의 방공망에 미그19 전투기가 포착되자 공군의 F-5 전투기들이 요격에 나섰다. 그러나 미그기는 날개를 흔들어 귀순하겠다는 뜻을 밝혔고, F-5기는 미그기를 유도해 11시 4분 수원공군기지에 착륙하여 귀순하였다.
그러나 이웅평 대위는 대령까지 진급하였지만, 간암 판정을 받고서, 간이식수술 부작용으로 48세에 요절했다.
온천 비행장에는 미그-19 29대로 편성된 제57전투비행연대가 자리잡고 있는데, 북한이 지하활주로를 건설하면 전투기나 미사일의 공격으로부터 군용기를 보호할 수 있게 된다고 교도통신은 보도했다. 북한은 주력기종인 미그-15, 미그-17, 미그-19기는 남한의 수도권을 포함한 북부지역까지, 미그-21, 미그-23, 미그-29, SU-7, SU-25기는 중부및 남부지역까지 기습공격을 할 수 있으며 일류신 Il-28 폭격기와 일부 전술기는 제한된 후방차단 작전이 가능하다.
1996년 5월 23일, 이철수 대위(30세)가 미그-19 전투기를 타고 수원공군기지에 귀순했다. 이철수 대위가 몰고 귀순한 미그-19 전투기는 북한의 주력 전투기로, 베트남 전쟁 당시 미군의 F-4 전투기에 맞서 대등한 능력을 보여주는 전투기이다. 오산공군기지의 오산 MCRC는 미국 공군과 공동으로 운영하고 있으며, 1996년 5월 북한 공군의 이철수 대위가 미그 19기를 조종, 온천 비행장을 이륙한 직후부터 이를 추적해내는 등 개가를 올린 시스템으로 우리 공군의 방공통제는 물론 군사전술, 전략운용의 중추신경 역할을 해오고 있다. 1997년 대구공군기지에 더 최첨단인 제2 MCRC를 건설하기로 결정, 2003년 완공했다. 1996년 12월, 이철수 대위에게 소령 계급장을 달아준 후 보국훈장 삼일장도 수여했다. 정착금으로 4억 8천만원을 지급했다.
1998년, 곡산 비행장은 북한 공군의 최남단 주작전기지로서 북한군의 주력전투기인 미그-17, 미그-19, 미그-21기가 1백여대 정도 배치돼 있으며 이 기지를 이륙한 전투기가 고속으로 기습남하할 경우 5분이면 서울까지 도달할 수 있다.
2014년 7월 30일, 정부의 한 소식통은 "비행 훈련에 나선 북한의 미그-19 전투기가 지난달과 이달 등 올해 들어서만 세 차례 추락했다"고 말했다. 북한군은 현재 미그-19와 선양 J-6 전투기 90여대를 운용 중인 것으로 전해진다. 선양 J-6는 미그-19의 중국산이다. 북한의 미그-19기는 대부분 1960년대 이후 중국에서 들여온 노후기종으로 부품조달이 어려운 상황이다. 중국은 미그-19 전투기를 J-6 전투기로 명명해 3000여대를 제작해 북한과 파키스탄, 방글라데시 등에 수출했다. 중국은 2010년 J-6(미그 19)를 퇴역시켰다.
과거 북한과 중국에서 귀순한 미그-19, 미그-21 등의 기체는 바로 청주공군기지의 공군 29전대에서 면밀히 분석하여 공군의 전술연구 개발에 응용했다. 공군 29전대는 최고의 파일럿으로 구성된 가상적기로 한국 공군 조종사의 능력을 극한으로 끌어 올리는 역할을 수행한다.

## 제원
일반 특성
- 조종사: 1명

- 길이: 12.54 m (41 ft 2 in) less pitot boom; 14.64 m (48.0 ft) with pitot boom extended
- 날개길이: 9 m (29 ft 6 in)
- 높이: 3.885 m (12 ft 9 in)
- 날개 면적: 25.16 m2 (270.8 sq ft)
- 공허 중량: 5,172 kg (11,402 lb) to 5,447 kg (12,009 lb)
- 순 중량: 7,560 kg (16,667 lb) clean
- 최대이륙중량: 8,662 kg (19,096 lb) with drop tanks
- 엔진: 2 × 투맨스키 RD-9B
  - 25.5 kN (5,730 lbf) 각각
  - 애프터버너시, 31.8 kN (7,160 lbf)

성능
- 최고속도: 1,452 km/h (902 mph; 784 kn, Mach 1.355) at 10,000 m (33,000 ft)
- 항속거리: 1,390 km (864 mi; 751 nmi)
- 연료탱크 항속거리: 2,200 km (1,367 mi; 1,188 nmi) with drop tanks
- 비행고도: 15,600 m (51,181 ft) dry : 17,500–17,900 m (57,400–58,700 ft)

무장
- 기관포: 3x 30 millimetres (1.181 in) Nudelman-Rikhter NR-30 cannon (75 rpg for wing-root guns,

5 rounds for the fuselage gun)
- 하드포인트:
  - 폭탄: 2x 50–250 kg (110–550 lb) bombs
  - 로켓포: 2x FFAR rocket pods
  - 드롭탱크

## 같이 보기
- 선양 J-6 - 중국이 카피한 미그-19